# ایوگاچ
ایوگاچ (به لاتین: Iogach) یک منطقهٔ مسکونی در روسیه است که در جمهوری آلتای واقع شده‌است.